# Instant Pot

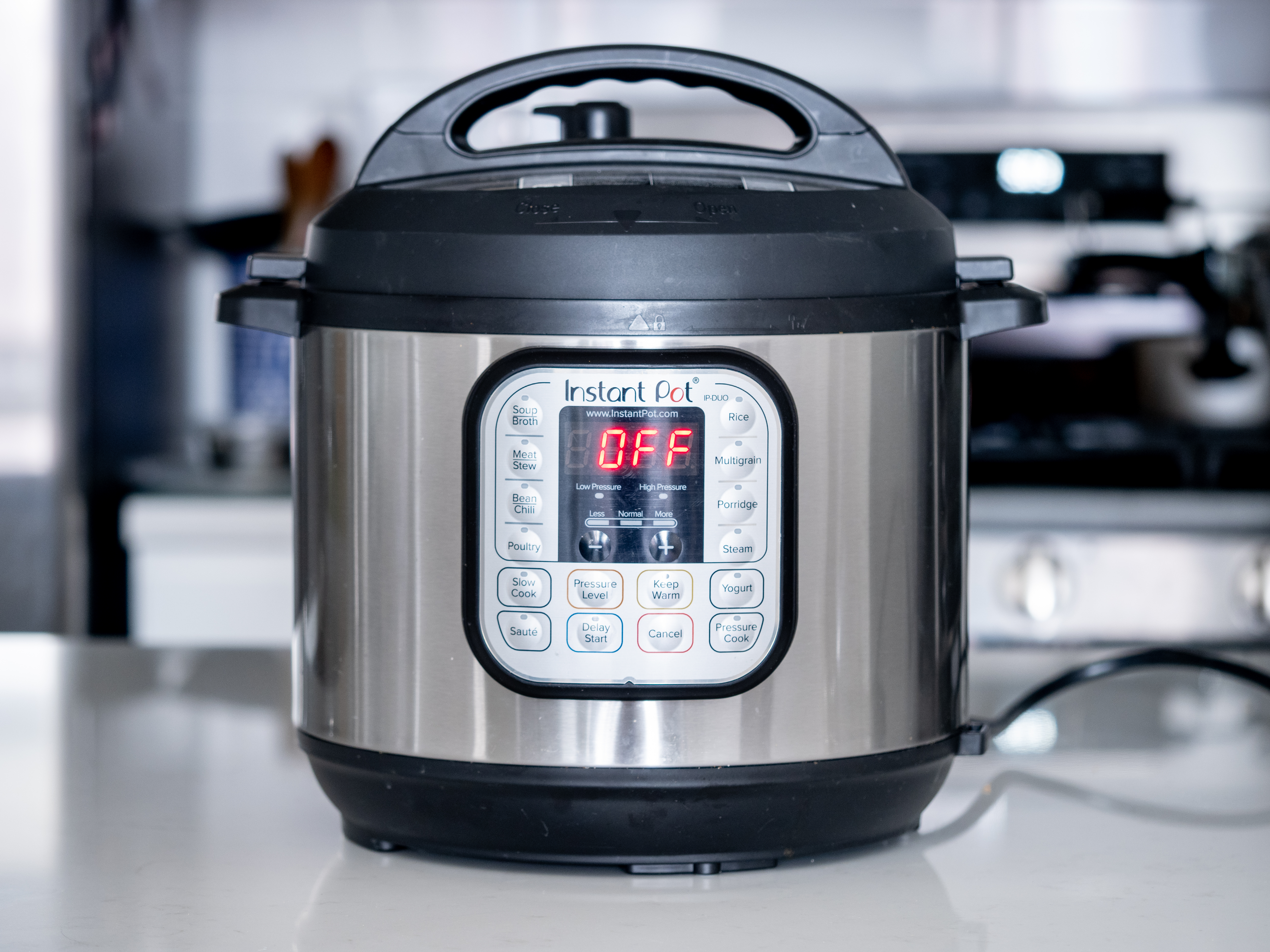
Instant Pot Duo, Olla 7 en 1 a presión programable con 13 programas. Capacidad de 5.7 L

Instant Pot es una marca  de electrodomésticos de cocina. Los productos originales y primarios de la marca son ollas de presión y ollas lentas combinadas y controladas  electrónicamente. Las ollas originales son comercializadas como dispositivos 7-en-1, diseñadas para consolidar la preparación y cocinado de alimentos en un solo un dispositivo (multiolla o multicocinador). La marca desde entonces se ha expandido para incluir ollas lentas no-a-presión, circuladores de inmersión sous-vide y batidoras mezcladoras.

## Historia
El concepto de un cocinador multipropósito surgió alrededor de 2006 con la patente del Grupo Midea, el cual fabricó Instant Pot (olla, cazuela o tarro instantáneo), detallando la función y estructura sencilla de lo que será posteriormente Instant Pot.En 2008, Robert Wang, Yi Quin, y un tercero, todos anteriores empleados de Nortel en Ottawa, Canadá, empezaron a trabajar en diseños para el Instant Pot. Wang está acreditado como el inventor de Instant Pot. Este modelo inicial funcionaba como una olla a presión, olla lenta, olla arrocera/ de porridge, cocina, yogurtera, cacerola de sauté/searing, olla a presión, y calentador de comida. Este modelo estuvo desarrollándose algo menos de 18 meses.

## Double Insight
Double Insight Inc fue fundada por Robert Wang, Yi Quin, y otros tres socios en 2009, quienes distribuyeron y diseñaron el Instant Pot. Wang Tiene un PhD en informática con especialidad en inteligencia artificial.
La compañía era rentable en 2012, con el Instant Pot como su producto principal. En 2016, Double Insight vendió más de 215.000 Insyant Pot en el Prime Day de Amazon.

## Fabricación
Los Instant Pots son fabricados por Midea Group en GuangDong, China.